# Koninklijk Hoger Instituut voor Defensie
Het Koninklijk Hoger Instituut voor Defensie (KHID) is de hoogste militaire academie van het Belgisch leger. Het dient als aanvulling op de Koninklijke Militaire School en is tevens een onderzoeksinstituut en denktank rond toekomstige defensie- en veiligheidsuitdagingen. Het KHID is ook een belangrijke schakel in de uitbouw van een Belgische defensie-industrie. Hierbij ontwikkelt en coördineert het KHID de Belgische "Defence, Industry and Research Strategy (DIRS)" in samenwerking met de NAVO en de EU. Het KHID staat onder de directe bevoegdheid aan de minister van Defensie. Het KHID is de historische opvolger van de bij KB in 1869 opgerichte en in 1871 van start gegaan Krijgsschool - Ecole de guerre. Het KHID vierde zijn 150-jarig bestaan in 2021.

## Geschiedenis
In de jaren 70 ontstond het KHID uit de Krijgsschool als oplossing voor de nood aan permanente, levenslange vorming van kaderleden, een postuniversitaire school met postgraduaatsaanbod. In 1973 werd de eerste cyclus opgezet als stafcursus voor lagere officieren. In 1974, werd een tweede cyclus voor kandidaat-hoofdofficier en in 1978, de derde cyclus "Hogere Cursus Stafbrevethouder SBH" voor hoofdofficieren vanaf de graad van majoor opgericht. 
Eind 1978 veranderde de naam Krijgsschool in Koninklijk Hoger Instituut voor Defensie. Dit vond onderkomen in de Kortenberglaan, en vanaf 1991 in de Koninklijke Cadettenschool in het Lakense Sint-Annakwartier. Sinds een reorganisatie in 2006 werd het KHID behalve als opleidingsinstituut ook als "denktank" voor militaire aangelegenheden. Sinds 2008 is het KHID terug gevestigd in de gebouwen van de Koninklijke Militaire School aan de Renaissancelaan in Brussel waar ze als ook vanaf 1909 als Krijgsschool haar intrek nam in de toen pas gebouwde koninklijke militaire school.
In die periode waren er vijf cursussen: naast de eerder genoemde drie cursussen ook nog de "Hogere Cursus Brevet Militair Administrateur BMA" voor hoofdofficieren, en de vierde cyclus "Hogere Studies voor Defensie en Veiligheid" voor kandidaat-opperofficieren en hoge gezagsdragers. Kleine aanvullende opleidingen zijn de cursus "Raadgever in Gewapende Conflicten", de cursus "Vorming en Informatie voor Reserve Officieren", de cursus "Overheidsopdrachten".
In 2008 zijn de opdrachten van het KHID aangepast. Focus lag vanaf dan vooral op "denktank" voor militaire aangelegenheden en "onderzoek" in de ruime zin van het woord. Sinds 2022 is ook de steun aan en de uitbouw van de defensie-industrie een belangrijke taak geworden van het KHID. Voor vormingen blijft het KHID instaan voor de "Hogere Studies voor Defensie en Veiligheid" voor kandidaat-opperofficieren en hoge gezagsdragers (vierde cyclus) en de voor de samenwerking met het European Security and Defence College (ESDC) voor de vorming "High Level Strategy Course" toegankelijk enkel voor opperofficieren vanaf de graad van brigadegeneraal. De vormingen voor kandidaat-opperofficieren en voor opperofficieren (1ste, 2de, 3de cyclus en andere vormingen) zijn vanaf 2008 overgegaan naar het nieuw opgerichte "Defence College" in de schoot van de Koninklijke Militaire School.
De directeur-generaal van het KHID is sinds 2021 generaal-majoor van het vliegwezen Filip Borremans.
Het KHID wordt bestuurd door een raad van bestuur, benoemd bij Ministerieel Besluit. Sinds 26 juni 2023 is de voorzitster van de raad van bestuur Clarisse Ramakers, ondervoorzitters zijn professor baron Derrick-Philippe Gosselin en luitenant-generaal vlieger en vice CHOD Frederik Vansina. 
Voormalige leden van de raad van bestuur zijn o.a. Marc Vervenne, graaf Paul Buysse, Dominique Demonté, Marc Thys.